# Rachel Specter
Rachel Sarah Specter (Tampa (Florida), 9 april 1980) is een Amerikaans actrice.
Hoewel Specter het meest bekend is vanwege het verschijnen in body spray reclames, heeft ze ook een televisie- en filmcarrière die al loopt sinds 2003.
Specter begon haar carrière in de televisieindustrie en heeft gastrollen gehad in onder andere Days of Our Lives, Entourage, Crossing Jordan, Gilmore Girls, What I Like About You, One on One en How I Met Your Mother.
Specter begon haar filmcarrière in 2005, met kleine rollen in bekende films, waaronder Today You Die, Edison en Lonely Hearts. Tegenwoordig heeft ze vooral bijrollen in tienerfilms.

## Filmografie
- 2009:Deep in the Valley - Bambi
- 2005:Special Ed - Sonny's Date
- 2005:Today You Die - Dea Agent #2
- 2005:Edison - Gids
- 2005:Bald - Caroline Goldman
- 2006:Lonely Hearts - Janice
- 2007:Parental Guidance Suggested - Rachel
- 2007:My Sexiest Year - Sue Ryker
- 2007:White Air - Michelle
- 2008:Prom Night - Taylor

- Bibliothèque nationale de France: cb16208128x (data)
- Gemeinsame Normdatei: 1025559169
- International Standard Name Identifier: 0000 0001 1459 2068
- Library of Congress Control Number: no2010022977
- Virtual International Authority File: 166617760
- WorldCat: E39PBJfRywWR6bfGbdhXCj63Qq